# 山下真治
山下 真治（やました しんじ、1972年〈昭和47年〉7月8日 - ）は、日本のお笑いタレント。東京都西東京市出身。アミー・パーク、SMA NEET Projectを経て現在はフリーランス。早稲田大学第一文学部卒業。テレビ番組出演時にはジョン・レノソやヒライケンジといった芸名を使用した。現在はヒライケンジとして出演している。

## 概要
双子の兄として生まれる。趣味は麻雀・草野球。以前は「拝啓ジョンレノン」「ジョン・レノソ」として活動していたが、2015年現在は「ヒライケンジ」として活動している。
ネタは主に歌ネタで、歌いだしの声が高く、音もはずれているため、歌いだしのときに爆笑が起きる。2008年7月26日、日本テレビ『エンタの神様』で結婚を発表した。
2014年4月に、平井堅本人と共演して「スッキリ」「サンデージャポン」「めざましテレビ」等に出演した。同年12月には、平井堅の新曲「ソレデモシタイ」のプロモーション動画に出演している。

## 芸風

### ジョン・レノソ（拝啓ジョンレノン）
- ジョン・レノンのものまねを主なネタとしている。
- バラエティー番組『学校へ行こう!』のコーナー「B-RAPハイスクール」では、「あんまり意味がない」のフレーズに乗せ、ジョン・レノンの『Imagine』の替え歌を披露していた。

### ヒライケンジ
- 歌手の平井堅のものまねで歌いながらフリップをめくり、その文章で笑いをとる[2]。途中からは平井堅以外のアーティストの楽曲も使用している。
- 2011年6月22日放送の「あらびき団」ではネタ中に「エンタの神様」出演当時は週3の営業が番組終了後は減っていると披露した。

## 経歴

### ジョン・レノソ時代
- 2003年、お笑い芸人ジョン・レノソとしてデビュー。『学校へ行こう!』に出演。
  - 出演していたB-RAPハイスクールでは、いつもここから、飯尾和樹、ふかわりょうとネタバトルを繰り広げた。
- 2005年、R-1ぐらんぷり準決勝進出。

### ヒライケンジ時代
- 芸名をヒライケンジに改める。2006年4月22日より、日本テレビ系列の『エンタの神様』に出演。エンタ出演後に放送されたくるくるドカン「Yahoo!芸人検索ランキング」で1位に輝いた。
- 2006年9月6日に平井堅のカバーで「大きな古時計」を発売[3]、それを記念して都内でイベントも行い、600人近くの観客が集まった。

## 作品

### CD
- 大きな古時計/モテたい音頭（2006年9月6日）

コラボレーション
- 二回り違いのラヴソング（「次原かな plus ヒライケンジ」名義）

## 出演番組
- 学校へ行こう!（TBS系列） - 「B-RAPハイスクール」に出演。
- エンタの神様（日本テレビ系列） - 2006年4月22日初出演、キャッチコピーは、「負組（おちこぼれ）のポップス新ガー」。初出演以来2～3週に1回のペースで出演し、51回目の出演となった2010年8月23日放送では鼠先輩と共演。この日以来出演が無かったが、2012年12月12日放送で約1年4か月ぶりに出演。
- お笑い図鑑 ハマヌキ（tvk）
- あらびき団 （TBS系列）
- サタネプ☆ベストテン （TBS系列）
- 水曜日のダウンタウン（TBS系列） - 2021年6月2日（CDジャケット写真のみの出演）。CD『大きな古時計/モテたい音頭』が歴代”売れなかった”芸人CDランキング8位として紹介される。

## ドラマ
- 週刊 赤川次郎 （テレビ東京系列）- 「代筆」行村智史役